# Antef I
Antef I ( Hor Sehertawy; ... – 2121 a.C.) è stato un faraone della XI dinastia egizia.

## Biografia
Antef I è stato il primo rappresentante della XI dinastia ad attribuirsi, almeno formalmente, il titolo di Re dell'Alto e del Basso Egitto, ossia di faraone.
Figlio maggiore e successore di Mentuhotep I, molto probabilmente condusse una vittoriosa campagna contro Ankhtifi, potente signore di Ieracompoli fedele al sovrano di Eracleopoli. L'identificazione di questo sovrano avversario è controversa: nella tomba di Ankhtifi viene citato un misterioso re Kaneferra che gli egittologi interpretano come uno dei tanti Neferkara che regnarono durante il periodo heracleopolita. Secondo alcuni studiosi potrebbe trattarsi di Neferkara III.
Dopo questa azione militare, che lo vide conquistare i governatorati di Ankhtifi a sud di Tebe, oltre alle città di Copto e Dendera (capoluoghi rispettivamente del 5° e 6° nomo dell'Alto Egitto), Antef I adottò i titoli della sovranità su tutto l'Egitto, assumendo il nome Horo Sehertawy.
Antef I dovrebbe aver regnato al massimo 16 anni: il Canone Reale, danneggiato in questo punto, riunisce il suo regno e quello del padre Mentuhotep I in un'unica posizione; tuttavia non vi è alcuna prova di una eventuale coreggenza tra i due. Probabilmente è lui il titolare di una tomba a saff ritrovata ad el-Tarif presso Tebe, nella necropoli nota come cimitero degli Antef. A succedergli sul trono fu il fratello minore, Antef II.
In una raffigurazione realizzata al tempo del discendente Mentuhotep II e proveniente dal tempio di Montu a Tod, Antef I appare come il più antico dei tre Antef che precedettero direttamente Mentuhotep II.

## Liste reali
| W25 | N35 | t · f |

| W25 | N35 | t · f |

| W25 | N35 | t · f |

| W25 | N35 | t · f |

| W25 | N35 | t · f |

| W25 | N35 | t · f |

| W25 | N35 | t · f |

| W25 | N35 | t · f |

| HASH |

| HASH |

| HASH |

| HASH |

| HASH |

| HASH |

| HASH |

| HASH |

## Titolatura
| G5 |

| G5 |

| S29 | O4 · D21 | N16 · N16 |

| S29 | O4 · D21 | N16 · N16 |

| S29 | O4 · D21 | N16 · N16 |

| S29 | O4 · D21 | N16 · N16 |

| S29 | O4 · D21 | N16 · N16 |

| S29 | O4 · D21 | N16 · N16 |

| S29 | O4 · D21 | N16 · N16 |

| S29 | O4 · D21 | N16 · N16 |

| G16 |

| G16 |

|  |

| G8 |

| G8 |

|  |

| M23 · X1 | L2 · X1 |

| M23 · X1 | L2 · X1 |

|       |
| \| \| |
|       |
|       |

|  |

|       |
| \| \| |
|       |
|       |

|  |

| G39 | N5 |

| G39 | N5 |

| W25 | N35 | X1 · I9 |

| W25 | N35 | X1 · I9 |

| W25 | N35 | X1 · I9 |

| W25 | N35 | X1 · I9 |

| W25 | N35 | X1 · I9 |

| W25 | N35 | X1 · I9 |

| W25 | N35 | X1 · I9 |

| W25 | N35 | X1 · I9 |

Di questo sovrano si conosce anche una titolatura privata, a conferma che l'assunzione dei titoli della regalità avvenne solamente dopo la vittoria contro il sovrano di Heracleopolis e i suoi alleati:
| D21 · Q3 · D36 | F4 · D36 | D2 · D1 · O29 | N35 | M23 | W25 | N35 · X1 · I9 |

rpˁ ḥ3t ˁ hr tp ˁ3 n šmˁ ini it=f - Il Nobile di nascita, Signore e Gran Capitano del Sud Intef

## Altre datazioni
| Autore | Anni di regno                                                |
| ------ | ------------------------------------------------------------ |
| Malek  | 2124 a.C. - 2107 a.C. in unione con il regno di Montuhotep I |